# Гребля Куд'ят-Росфа
Гребля Куд'ят-Росфа (Koudiat Rosfa) – гідротехнічна споруда на півночі Алжиру. Також відома як гребля Бені-Чаіб (Beni Chaib).
Греблю спорудили в 2004 році на уеді Фодда (Rouina), який є лівою притокою уеду Челіф в його середній течії, де він тривалий час тече між хребтами Тель-Атласу у західному напрямку перш ніж прорватись через північний з них та досягнути Середземного моря за сім десятків кілометрів на схід від Орану. При цьому можливо відзначити, що нижче по течії на Фодді споруджена гребля Уед-Фодда. Водозбірний басейн вище від греблі Куд'ят-Росфа складає 437 км2, а її головним призначенням є іригація.
В межах проекту долину уеду перекрили земляною греблею із глиняним ядром висотою 57 метрів,  довжиною 637 метрів та шириною від 8 (по гребеню) до 300 (по основі) метрів, яка потребувала 1,05 млн м3 матеріалу. 
Гребля утворила водосховище об’ємом 73 млн м3, з яких 56 млн м3 відносились до корисного об’єму, чому відповідало коливання рівня між позначками 637 та 642 метра НРМ (під час повені рівень може зростати до 646,1 метра НРМ, при тому що гребінь греблі знаходиться на рівні 647 метрів НРМ).